# Hannover Grizzlies
Die Hannover Grizzlies sind die American-Football-Abteilung des 1897 Linden e. V. und stellen das zweitgrößte American-Football-Programm in Niedersachsen dar. Der Verein unterhält derzeit sechs Mannschaften, die aktiv am Ligabetrieb teilnehmen. Insgesamt sind rund 400 Spielerinnen und Spieler sowie 32 Trainerinnen und Trainer in diesen Teams aktiv. Darüber hinaus unterstützen zahlreiche ehrenamtliche Helferinnen und Helfer die organisatorischen und unterstützenden Aufgaben rund um den Spielbetrieb.
Mit dieser Struktur sind die Hannover Grizzlies der größte American-Football-Verein in der Region Hannover und der einzige, der ein durchgängiges Angebot für Aktive im Alter von 8 Jahren bis hin zum Frauen- und Herrenbereich bietet.

## Geschichte
Die Hannover Grizzlies wurden im Jahre 2007 von ehemaligen Mitgliedern und Ehrenamtlichen der Jugendabteilung der Hannover Musketeers nach dessen Auflösung gegründet. Der Verein fand beim F.V. Linden 1897 eine Heimat. Ursprünglich wurden die Hannover Grizzlies als eine reine Jugendmannschaft gegründet.
Mitte 2012 wurde die Herrenmannschaft gegründet, die 2013 ihre erste Saison in der Landesliga Nord spielte.
Im Jahre 2015 gewannen die Herren zum ersten Mal die Meisterschaft in der Landesliga Nord. 2015 kam eine Damenmannschaft hinzu, die seit 2016 in der 2. Damenbundesliga spielt. In dieser Saison 2019 konnten sie ihre Gruppe gewinnen, 2022 wurden sie in der DBL 2 Tabellenzweite mit gleicher Bilanz wie die Braunschweigerinnen auf dem ersten Platz.
Ende 2015 gründeten die Grizzlies ihre B-Jugend, welche zuletzt 2019 in der U16 Landesliga spielte und ebenfalls Tabellenführer wurde.
2021 gelang der Hannover Grizzlies Herrenmannschaft der Aufstieg in die Regionalliga, in der sie 2022 Tabellenführer wurden. Die U19 kämpfte sich in die A-Jugend Regionalliga.
Als prominentesten Neuzugang konnten die Grizzlies für die Saison 2023 Runningback Xavier Johnson verpflichten. Johnson spielte zuvor unter anderem in der European League of Football bei den Hamburg Sea Devils.

## Teams der Grizzlies
Die Hannover Grizzlies verfügen über eine Vielzahl von Teams, die in verschiedenen Alters- und Leistungsbereichen aktiv sind. Die Mannschaften umfassen die 1. Herren, die in der dritten Liga spielen, sowie die 2. Herren, die in der regionalen Liga vertreten sind. Die Ladies-Mannschaft bietet auch Frauen (ab 16 Jahren) die Möglichkeit, American Football auf hohem Niveau zu spielen. Zudem gibt es die Nachwuchsteams U19 und U16. Außerdem bieten die Flag Football Teams, Flag Jugend und die Senior Flag, eine kontaktfreie Alternative zum klassischen American Football, bei der der Fokus auf Technik und Teamarbeit liegt.

### 1. Herren
Die 1. Herrenmannschaft der Hannover Grizzlies spielt in der dritten Liga des deutschen American Footballs. Die Mannschaft setzt auf eine Mischung aus erfahrenen Spielern und jungen Talenten und spielt regelmäßig um die Spitzenplätze. Sie ist das Aushängeschild des Vereins und ein wesentlicher Bestandteil der Footballszene in Hannover.

### 2. Herren
Die 2. Herrenmannschaft der Hannover Grizzlies spielt in der regionalen Liga und bietet Spielern eine wichtige Plattform, um sich weiterzuentwickeln und auf den Sprung in die erste Mannschaft vorzubereiten. Die 2. Herren fungiert zudem als Fundament für die Förderung junger Talente, die hier wertvolle Spielerfahrung sammeln können.

### Ladies
Die Ladies-Mannschaft der Hannover Grizzlies ist die weibliche American-Football-Mannschaft des Vereins, die in der 2. Damen-Bundesliga spielt. Die Mannschaft bietet Frauen ab 16 Jahren die Möglichkeit, American Football zu betreiben.

### U19
Die U19-Mannschaft der Hannover Grizzlies ist das höchste Jugendteam und dient als Sprungbrett für Spieler, die in die Erwachsenenmannschaften aufrücken wollen. Die Mannschaft ist in der Junioren-Bundesliga aktiv und spielt eine wichtige Rolle bei der Ausbildung junger Talente, die sich im American Football weiterentwickeln möchten.

### U16
Die U16-Mannschaft der Hannover Grizzlies ist ein weiteres wichtiges Nachwuchsteam des Vereins. Hier spielen Spieler im Alter von 14 bis 16 Jahren, die die Grundlagen des American Football erlernen und sich auf höhere Leistungsstufen vorbereiten. Die U16 trägt dazu bei, eine neue Generation von talentierten Spieler für die Grizzlies zu formen.

### Flag Jugend
Die jüngsten Grizzlies starten bereits im Alter von 9 Jahren in unserem Jugend-Flag-Football-Team, den Hannover Little Grizzlies. Flag Football ist eine aufregende Variante des American Footballs, bei der auf den Vollkontakt verzichtet wird. Dies bietet einen idealen Einstieg in den faszinierenden Sport, der als der beste der Welt gilt.

#### Unterschiede zum American Tackle Football
Wie beim U16-Tackle-Football wird auch im Flag Football mit 9 Spielern auf jeder Seite gespielt. Der wesentliche Unterschied zum klassischen American Football liegt darin, dass der Ballträger gestoppt wird, indem eine Flagge abgezogen wird. Dadurch wird das Spiel weniger von Körpergröße und Kraft bestimmt, behält aber dennoch seine Spannung und die taktischen Spielzüge bei. Außerdem kann auf viele Ausrüstungsgegenstände verzichtet werden – anstelle von Helm und Schulterpolstern tragen die Spieler Mundschutz und Flag-Gürtel. Derzeit bauen wir eine neue U11 5v5 Flag-Jugendmannschaft auf.

#### Wer spielt mit?
Im Flag Football-Team spielen Mädchen und Jungen gemeinsam. Die Altersspanne von 9 bis 14 (bzw. 15) Jahren hat auch außerhalb des Sports Vorteile. Die älteren Spieler entwickeln sich schrittweise zu Führungspersönlichkeiten und übernehmen Verantwortung, während die jüngeren Grizzlies tolle Vorbilder im Team haben. Ab einem Alter von 13 Jahren besteht die Möglichkeit, in die U16 Tackle-Football-Mannschaft aufzurücken. So wird im Jugend-Flag-Team eine solide Grundlage für die weitere Football-Karriere geschaffen.

### Senior Flag
Das Senior Flag Team der Grizzlies wurde Anfang 2025 neu gegründet.

## Erfolge
Herren
- 2015: Sieger Landesliga Niedersachsen 2, Vizemeister Landesliga Niedersachsen
- 2017: Sieger Verbandsliga Nord
- 2019: Sieger Oberliga Nord Süd
- 2021: Sieger Oberliga Nord Süd
- 2022: Sieger Regionalliga Nord Süd
- 2025: Sieger Regionalliga Nord

Damen
- 2019: Siegerinnen DBL2 Nord
- 2023: Siegerinnen DBL2 Nord
- 2025: Siegerinnen GFLW2 Nord